# Jonder Martínez
Jonder Martínez Martínez (født 22. juni 1978 i Mariel i provinsen Ciudad de La Habana i Cuba), er en cubansk baseballspiller, som deltog i de olympiske lege i 2004 i Athen og 2008 i Beijing. Han er højrehåndet pitcher og spillede for Habana Baseballklub i Cubas Nationale baseballturnering
Det cubanske hold med Martínez blev olympisk mester i baseball i 2004 i Athen ved at vinde turneringen foran Australien og Japan. I finalen slog Cuba Australien med 6-2.
Fire år senere, under sommer-OL 2008, i Beijing vandt han og holdet sølvmedalje i baseball. Cuba tabte finalen til Sydkorea med 2-3. Det var sidste gang, baseball var med på det olympiske program. 
Martínez spillede for Cuba ved World Baseball Classic 2006.

## OL-medaljer
- 2004  Athen – Guld i baseball  Cuba
- 2008  Beijing – Sølv i baseball  Cuba